# Uất Trì (họ)
Uất Trì (giản thể: 尉迟, phồn thể: 尉遲) là một họ kép của người Trung Quốc.

## Khởi nguyên
Thời Nam Bắc triều, phương bắc Trung Quốc, tộc Tiên Ti có họ Uất Trì, vào Trung Nguyên bị đồng hóa với phong tục người Hán, khởi nguyên từ vùng ngày nay là tỉnh Sơn Tây. Có một bộ phận người thuộc họ Uất Trì sau bỏ từ Uất đi mà lấy họ Trì. Uất Trì là quốc tính của nước Vu Điền.

## Danh nhân
- Uất Trì Huýnh, Thục Quốc công, Bắc Chu
- Uất Trì Cung, danh tướng nhà Đường